# Ring Ring (album)
A Ring Ring az ABBA svéd popegyüttes 1973-ban megjelent debütáló albuma.
Az album a skandináv országokban jelent meg, valamint limitált darabszámban Nyugat-Németországban, Ausztráliában, Dél-Afrikában, valamint Mexikóban 1973-ban.
Az albumot újra kiadták Ausztráliában 1975-ben, azonban az Egyesült Királyságban csak 1992-ben, míg az Amerikai Egyesült Államokban három évvel később került hivatalosan forgalomba.
Az új kiadású album már az ABBA nevet viseli, azonban az eredeti megjelenés évében még esetlenül az előadók nevei jelentek meg a borítón, így tehát Björn&Benny, Agnetha&Frida.
A Ring Ring albumot adták ki először CD-n 1988-ban, Svédországban, majd két évvel később Nyugat-Németországban, illetve később az egész világon.
Az eredeti album (1973-as kiadás) a „Ring Ring (Bara Du Slog En Signal)” dallal nyit eredeti svéd nyelven, és az angol verzió a lemez „B” oldalán a negyedik dal.
A nemzetközi kiadású verzión megtalálható a „She’s My Kind of Girl”, egy Benny és Björn által írt dal 1969-ből, amely Japánban már sláger volt korábban, valamint megtalálható a „B” oldalon a Ring Ring angol nyelvű verziója is.
Ezen kívül az album tartalmazza még a „Disillusion” című dalt, melynek társszerzője Agnetha Fältskog, az egyetlen ABBA név alatt megjelent dal, melyben Agnetha szerzőként dolgozott.

## Az album dalai
A oldal:
1. "Ring Ring" (Andersson, Stig Anderson, Ulvaeus, Neil Sedaka, Phil Cody) – 3:06
2. "Another Town, Another Train" (Andersson, Ulvaeus) – 3:13
3. "Disillusion" (Fältskog, Ulvaeus) – 3:07
4. "People Need Love" (Andersson, Ulvaeus) – 2:46
5. "I Saw It in the Mirror" (Andersson, Ulvaeus) – 2:34
6. "Nina, Pretty Ballerina" (Andersson, Ulvaeus) – 2:53

B oldal:
1. "Love Isn't Easy (But It Sure Is Hard Enough)" (Andersson, Ulvaeus) – 2:55
2. "Me and Bobby and Bobby's Brother" (Andersson, Ulvaeus) – 2:52
3. "He Is Your Brother" (Andersson, Ulvaeus) – 3:19
4. "She's My Kind of Girl" (Andersson, Ulvaeus) – 2:45
5. "I Am Just a Girl" (Andersson, Anderson, Ulvaeus) – 3:03
6. "Rock'n Roll Band" (Andersson, Ulvaeus) – 3:11

## Slágerlistás helyezések
| Év   | Slágerlista/Ország | Helyezés |
| ---- | ------------------ | -------- |
| 1973 | Svédország         | 2        |
| 1973 | Norvégia           | 2        |
| 1974 | Dánia              | 3        |
| 1976 | Ausztrália         | 10       |

## Minősítések
| Ország     | Minősítés | Eladások |
| ---------- | --------- | -------- |
| Norvégia   | -         | 10.000   |
| Svédország | -         | 116.627  |

## Kislemezek
1. "Another Town Another Train"/"Rock and Roll Band" (1972. május)
2. "People Need Love"/"Merry-Go-Round" (1972. június)
3. "He Is Your Brother"/"Santa Rosa" (1972. november)
4. "Ring Ring"/"Rock and Roll Band" (1973. február)
5. "Nina Pretty Ballerina"/"He Is Your Brother" (1973. március)
6. "Love Isn't Easy (But It Sure Is Hard Enough)"/"I Am Just a Girl" (1973. június)
7. "I Am Just a Girl"/"Ring Ring" (1973. augusztus) (csak Japánban jelent meg)
8. "Me and Bobby and Bobby's Brother"/"I Am Just a Girl" (1973) (csak Lengyelországban jelent meg)
9. "Rock n Roll Band" (USA)

## Újrakiadások

### 1997 kiadás
- Az album 1997-es újrakiadása re-maszterelt változata nemzetközi számlistával.[12]

### 2001 kiadás
- Az album 2001-es re-maszterelt kiadás 3 bónusz dallal. Minden dal szerzője Benny Andersson és Björn Ulvaeus.

|     | Cím                                              | Szerző(k)                    | Hossz |
| --- | ------------------------------------------------ | ---------------------------- | ----- |
| 13. | Merry-Go-Round                                   | Andersson, Anderson, Ulvaeus | 3:24  |
| 14. | Santa Rosa                                       | Andersson, Ulvaeus           | 2:59  |
| 15. | Ring Ring (Bara du slog en signal) (svéd verzió) | Andersson, Anderson, Ulvaeus | 3:08  |

### 2005 újrakiadás
- Az album 2005-ös újrakiadása az összes megjelent albummal egy boxban The Complete Studio Recordings[13] néven került forgalomba.

|     | Cím | Szerző(k)                                | Hossz |
| --- | --- | ---------------------------------------- | ----- |
| 13. | Ring Ring (Bara du slog en signal) (Swedish version)                                                                       | Andersson, Anderson, Ulvaeus             | 3:08  |
| 14. | Åh, vilka tider (B-side of "Ring Ring (Bara du slog en signal)")                                                           | Andersson, Anderson, Ulvaeus             | 2:33  |
| 15. | Merry-Go-Round (B-side of "People Need Love")                                                                              | Andersson, Anderson, Ulvaeus             | 3:36  |
| 16. | Santa Rosa (B-side of "He Is Your Brother")                                                                                | Andersson, Ulvaeus                       | 3:01  |
| 17. | Ring Ring (Spanish version)                                                                                                | Andersson, Anderson, Ulvaeus, Doris Band | 3:01  |
| 18. | Wer im Wartesaal der Liebe steht (German version of "Another Town, Another Train"; B-side of "Ring Ring" (German version)) | Andersson, Ulvaeus, Fred Jay             | 3:21  |
| 19. | Ring Ring (German version)                                                                                                 | Andersson, Anderson, Ulvaeus, Peter Lach | 3:09  |

### 2008 újrakiadás
- A 2008-as kiadás a The Albums Box részeként jelent meg bónusz dalokkal.[14]

### 2013 újrakiadás
- A 2013-as újrakiadás Deluxe változata bónusz dalokat, korai verziókat, és bónusz DVD-t tartalmaz.[15]

Bonus tracks (minden dal szerzője és producere Benny Andersson és Björn Ulvaeus):
|     | Cím | Szerző(k)                                | Hossz |
| --- | --- | ---------------------------------------- | ----- |
| 13. | Ring Ring (Bara du slog en signal) (Swedish version)                                                                               | Andersson, Anderson, Ulvaeus             | 3:08  |
| 14. | Merry-Go-Round (B-side of "People Need Love")                                                                                      | Andersson, Anderson, Ulvaeus             | 3:36  |
| 15. | Santa Rosa (B-side of "He Is Your Brother")                                                                                        | Andersson, Ulvaeus                       | 3:01  |
| 16. | Ring Ring (Spanish version) | Andersson, Anderson, Ulvaeus, Doris Band | 3:01  |
| 17. | Wer im Wartesaal der Liebe steht (German version of "Another Town, Another Train", B-side of "Ring Ring" (German version))         | Andersson, Ulvaeus, Fred Jay             | 3:21  |
| 18. | Ring Ring (German version) | Andersson, Anderson, Ulvaeus, Peter Lach | 3:09  |
| 19. | En hälsning till våra parkarrangörer (1973 promotional single for Sweden tour with excerpts of recent hits, previously unreleased) | Andersson, Ulvaeus                       | 2:27  |

Extra bonus tracks – korai változatok (minden dal producere és szerzője Benny Andersson és Björn Ulvaeus):
Bonus DVD videóklipekkel:
|    | Cím                                                     | Hossz |
| -- | ------------------------------------------------------- | ----- |
| 1. | People Need Love (Vi i femman, SVT)                     |       |
| 2. | Ring Ring (Spotlight, ORF)                              |       |
| 3. | Ring Ring Revealed (Låtarna som förändrade musiken, UR) |       |
| 4. | International Sleeve Gallery                            |       |

## Közreműködő előadók
- Benny Andersson – zongora, billentyűs hangszerek, vokál, mellotron
- Agnetha Fältskog – vokál
- Anni-Frid Lyngstad – vokál
- Björn Ulvaeus – basszusgitár, gitár, vokál
- Ola Brunkert – dob
- Rutger Gunnarsson – basszusgitár
- Roger Palm – dob
- Janne Schaffer – akusztikus gitár, elektromos gitár
- Mike Watson – elektromos basszusgitár

## Fordítás
- Ez a szócikk részben vagy egészben  a   Ring Ring (album) című angol nyelvű Wikipédia-szócikk fordításán alapul.  Az eredeti cikk szerkesztőit annak laptörténete sorolja fel. Ez a jelzés csupán a megfogalmazás eredetét és a szerzői jogokat jelzi, nem szolgál a cikkben szereplő információk forrásmegjelöléseként.